# Marietta (Illinois)
Marietta és una població dels Estats Units a l'estat d'Illinois. Segons el cens del 2000 tenia 150 habitants.

## Demografia
Segons el cens del 2000, Marietta tenia 150 habitants, 56 habitatges, i 40 famílies. La densitat de població era de 214,5 habitants/km².
Dels 56 habitatges en un 32,1% hi vivien nens de menys de 18 anys, en un 62,5% hi vivien parelles casades, en un 7,1% dones solteres, i en un 26,8% no eren unitats familiars. En el 23,2% dels habitatges hi vivien persones soles el 3,6% de les quals corresponia a persones de 65 anys o més que vivien soles. El nombre mitjà de persones vivint en cada habitatge era de 2,68 i el nombre mitjà de persones que vivien en cada família era de 3,05.
Per edats la població es repartia de la següent manera: un 20,7% tenia menys de 18 anys, un 16% entre 18 i 24, un 24% entre 25 i 44, un 28% de 45 a 60 i un 11,3% 65 anys o més.
L'edat mediana era de 32 anys. Per cada 100 dones de 18 o més anys hi havia 108,8 homes.
La renda mediana per habitatge era de 40.000 $ i la renda mediana per família de 38.750 $. Els homes tenien una renda mediana de 30.893 $ mentre que les dones 16.250 $. La renda per capita de la població era de 15.662 $. Cap de les famílies i el 2,7% de la població estaven per davall del llindar de pobresa.

## Poblacions més properes
El següent diagrama mostra les poblacions més properes.